# Pardosa sinensis
Pardosa sinensis är en spindelart som beskrevs av Yin et al. 1995. Pardosa sinensis ingår i släktet Pardosa och familjen vargspindlar. Inga underarter finns listade i Catalogue of Life.